# Heraclia nigriventris
Heraclia nigriventris är en fjärilsart som beskrevs av Jordan 1913. Heraclia nigriventris ingår i släktet Heraclia och familjen nattflyn. Inga underarter finns listade i Catalogue of Life.